# قطار الملح والسكر
قطار الملح والسكر (بالبرتغالية: Comboio de Sal e Açúcar‏) هو فيلم مغامرات تم إنتاجه دوليًا عام 2016، من إخراج البرازيلي ليسينيو أزيفيدو المقيم في موزمبيق. تم اختياره لتمثيل موزمبيق لأفضل فيلم بلغة أجنبية في حفل توزيع جوائز الأوسكار التسعين، لكنه لم يتم ترشيحه.

## القصة
يُصوّر الفيلم رحلة قطار يشق طريقه من موزمبيق إلى ملاوي لتبادل الملح والسكر، وأثناء مروره بالأحراش يتعرض القطار لإطلاق نار من قبل مسلحين متمردين، كما يتعرض ركابه لمضايقات من جنود غير منضبطين في وقت كان يفترض حمايتهم.

## الممثلون
- تياجو جوستينو في دور سالوماو
- ميلاني دي فاليس رافائيل في دور روزا
- ماتامبا جواكيم في دور طايار
- أبسالاو ناردويلا مثل أسينسيو

## جوائز
فاز الفيلم بجائزة التانيت الذهبي، إضافة لجائزة أفضل تصوير بمسابقة الأفلام الروائية الطويلة خلال مهرجان "أيام قرطاج السينمائية في تونس.

## روابط خارجية
- قطار الملح والسكر على موقع IMDb (الإنجليزية)
- قطار الملح والسكر على موقع قاعدة بيانات الأفلام العربية
- قطار الملح والسكر على موقع ألو سيني (الفرنسية)
- قطار الملح والسكر على موقع فيلمافينيتي (الإسبانية)
- قطار الملح والسكر على موقع قاعدة بيانات الفيلم (الإنجليزية)
- قطار الملح والسكر على موقع ليتربوكسد (الإنجليزية)
- قطار الملح والسكر على موقع كينوبويسك (الروسية)